# Писарро, Педро
 Педро Писарро (исп. Pedro Pizarro; ок. 1515, Толедо, Испания — ок. 1602, Арекипа, Перу) — испанский конкистадор и летописец (хронист).
Принимал участие в большинстве событий испанского завоевания Перу, и написал их обширный хронику под названием «Связь открытия и завоевания королевств Перу. Índice» (исп.  Relación del Descubrimiento y Conquista de los Reinos del Perú.Índice.).

## Биография
Педро Писарро родился около 1515 года в городе Толедо. Педро был двоюродным братом по мужской линии Франсиско Писарро и его сводных братьев Гонсало Писарро, Эрнандо Писарро, Хуан Писарро и Франсиско Мартин де Алкантара (Alcántara).

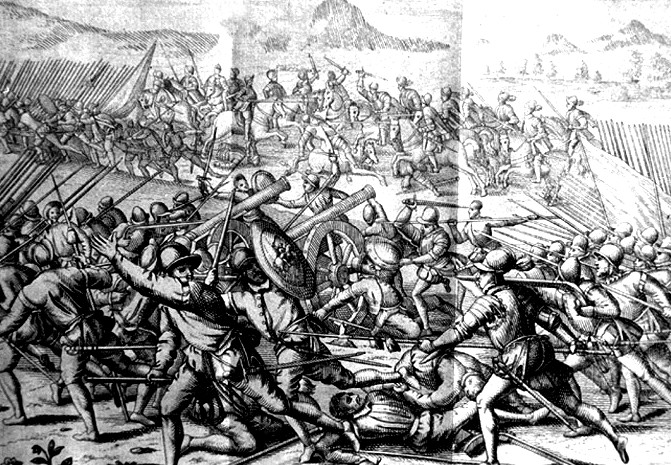
Битва при Лас-Салинас 6 апреля 1538 года

Педро Писарро присоединился к третьей экспедиции Франсиско и его братьев из Испании в Перу. Они оставили Санлукар-де-Баррамеда в феврале 1530 года, прибыли в Тумбес в январе 1531 года.
Тумбеса Педро первоначально служил пажом у своего двоюродного брата Франциско, но с 1533 года пошёл на действительную военную службу солдатом кавалерии (исп. caballería).

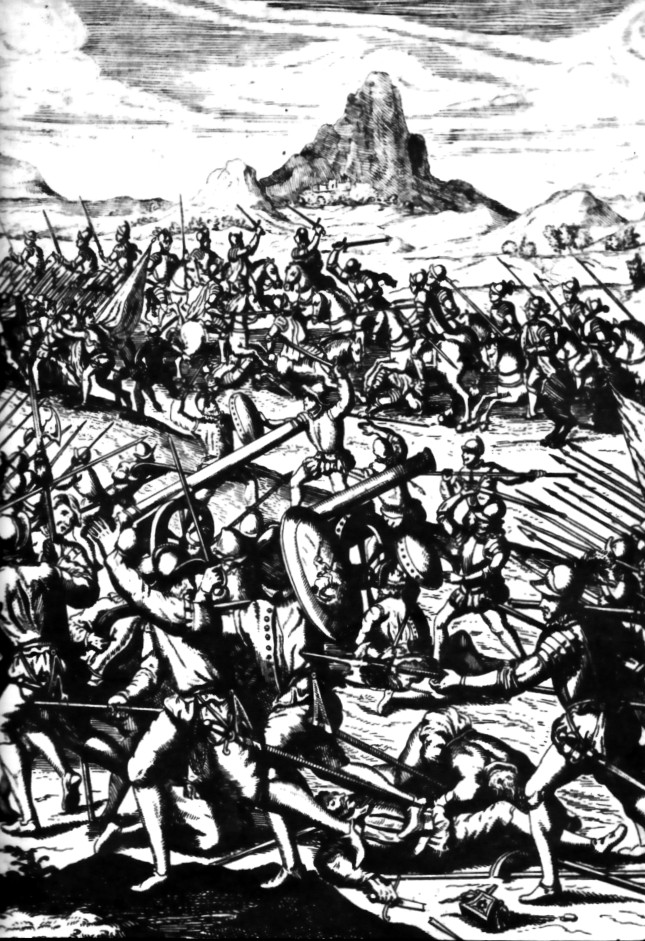
Гравюра с изображением битвы под Чупас 1542 года, где Педро Писарро сражался против Альмагро после убийства брата Франсиско Писарро в 1541 году.

Таким образом, Педро принял участие в большинстве из главных событий завоевания Империи Инков, особенно во время кампании против Манко Инка.
Он сражался в битве при Лас-Салинас 6 апреля 1538 года против Диего де Альмагро, соперника и бывший партнера Франсиско Писарро. 26 апреля 1538 года у Куско произошло решающее сражение, в котором победил Франсиско Писарро. Диего де Альмагро попал в плен, был приговорён к смерти и 8 июля обезглавлен.
Затем Педро Писарро принял участие в основании города Арекипа (15 августа 1540 года), где он и поселился. Альмагристы снова восстали в 1541 году, убив Франсиско Писарро. Поэтому Педро воевал против альмагристов в битве под Чупас (Chupas) (16 сентября 1542 года) под командованием Христофора Вака де Кастро.
Когда Гонсало Писарро восстал против испанской короны Педро Писарро отклонил его просьбу присоединиться к восстанию. Тем не менее, его лояльность была высказана в письме, которое он написал своему двоюродному брату 18 декабря 1546 года и где показаны некоторые колебания в его верности — вероятно, мотивированы материальными соображениями. Это письмо попало в руки Педро де ла Гаска — эмиссара присланого испанской короной, чтобы успокоить волнения в стране. Ла Гаска использовал письма в качестве предлога против преимущества Педро Писарро о чём и заявил после битвы при Саксайуаман (9 апреля 1548 года), в которой Гонсало Писарро потерпел поражение. Несмотря на это, Педро Писарро оказался богатым человеком и был хорошо вознаграждён.
Будучи очень молодым, Педро Писарро стал отцом внебрачной дочери Изабель Писарро, а позднее было много законных детей. Педро Писарро был женат дважды: его первой женой была Мария Корнехо, но ничего не известно о его второй супруге.
Точная дата его смерти неизвестна — это произошло после 1571 года (когда он закончил писать свою хронику) и до конца 1602 года, когда вице-король Перу Луис де Веласко и Кастилья сделал уступку Педро Писарро, который, как полагают, также был сыном летописца (хрониста).

## Хроника Диего де Писарро
Основываясь на личном участии в событиях 1531—1555 годов, Педро Писарро написал отчет о испанского завоевании Перу, который окончил в 1571 году под названием «Об отношении открытия и завоевания королевств Перу» (исп. «Relación del Descubrimiento y Conquista de los Reinos del Perú»).
Когда-то рукопись этой работы хранилась в Национальной библиотеке Испании, но была потеряна. Единственная оставшаяся копия находится в библиотеке Хантингтона в Сан-Марино (Калифорния).
Эта работа оставалась в рукописи до её включения в пятый том издания «Коллекция неопубликованных документов для истории Испании» (исп. «Colección de documentos inéditos para la historia de España»), опубликованного в 1844 году в Мадриде. Первый английский перевод опубликовал Филипп А. Минс (Philip Ainsworth Means) в 1921 году в Нью-Йорке. Современное издание было отредактировано Гильермо Ломанн Вилена (Guillermo Lohmann Villena) и издано согласно испанского стандарта в 1978 году в Лиме.